# Niederotterbach
Niederotterbach ist eine Ortsgemeinde im Landkreis Südliche Weinstraße in Rheinland-Pfalz. Sie gehört der Verbandsgemeinde Bad Bergzabern an.

## Geographie
Niederotterbach liegt nahe der französischen Grenze am namensgebenden Otterbach im Weinbaugebiet Pfalz zwischen dem Pfälzerwald und dem Bienwald. Nachbargemeinden sind – im Uhrzeigersinn – Dierbach, Vollmersweiler, Steinfeld, Kapsweyer und Oberotterbach.

## Geschichte
In Otterbach im Speyergau schenkte Kaiser Otto III. 992 dem Kloster Seltz seine hiesigen Güter (Regesta Imperii II,3,1054). Dieser Schenkung verdanken Nieder- und Oberotterbach ihre erste urkundliche Erwähnung. Bis ins 18. Jahrhundert gehörten beide Orte zur Herrschaft Guttenberg.
In den 1930er-Jahren wurde Niederotterbach dem Landkreis Bergzabern zugeschlagen. Mit der in der zweiten Hälfte der 1960er-Jahre begonnenen Gebietsreform in Rheinland-Pfalz wurde Niederotterbach am 7. Juni 1969 zusammen mit den meisten Gemeinden des Landkreises Bergzabern in den neugeschaffenen „Landkreis Landau-Bad Bergzabern“ eingegliedert, der wiederum zum 1. Januar 1978 in „Landkreis Südliche Weinstraße“ umbenannt wurde.

## Religion

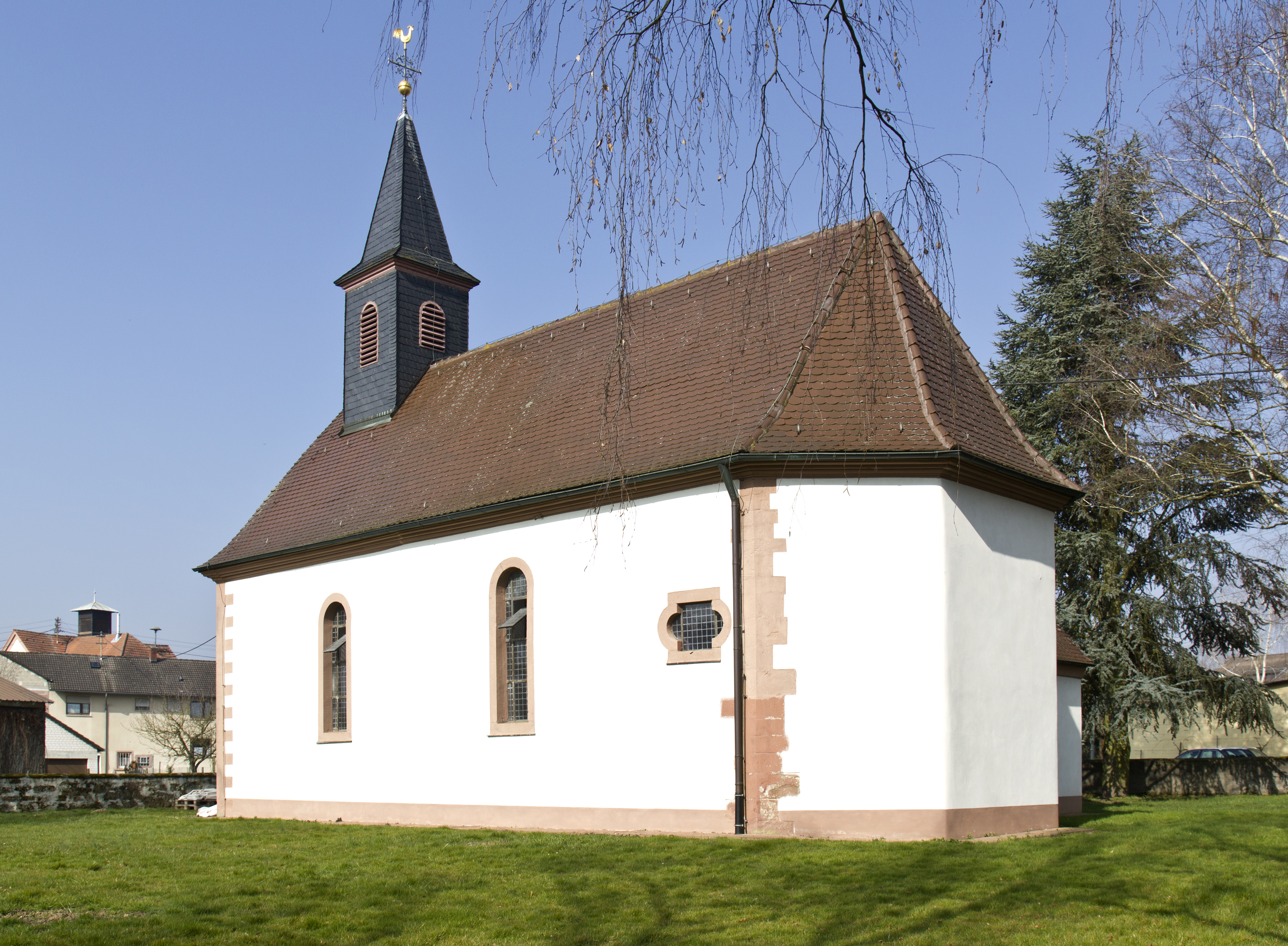
Katholische Kirche St. Nikolaus

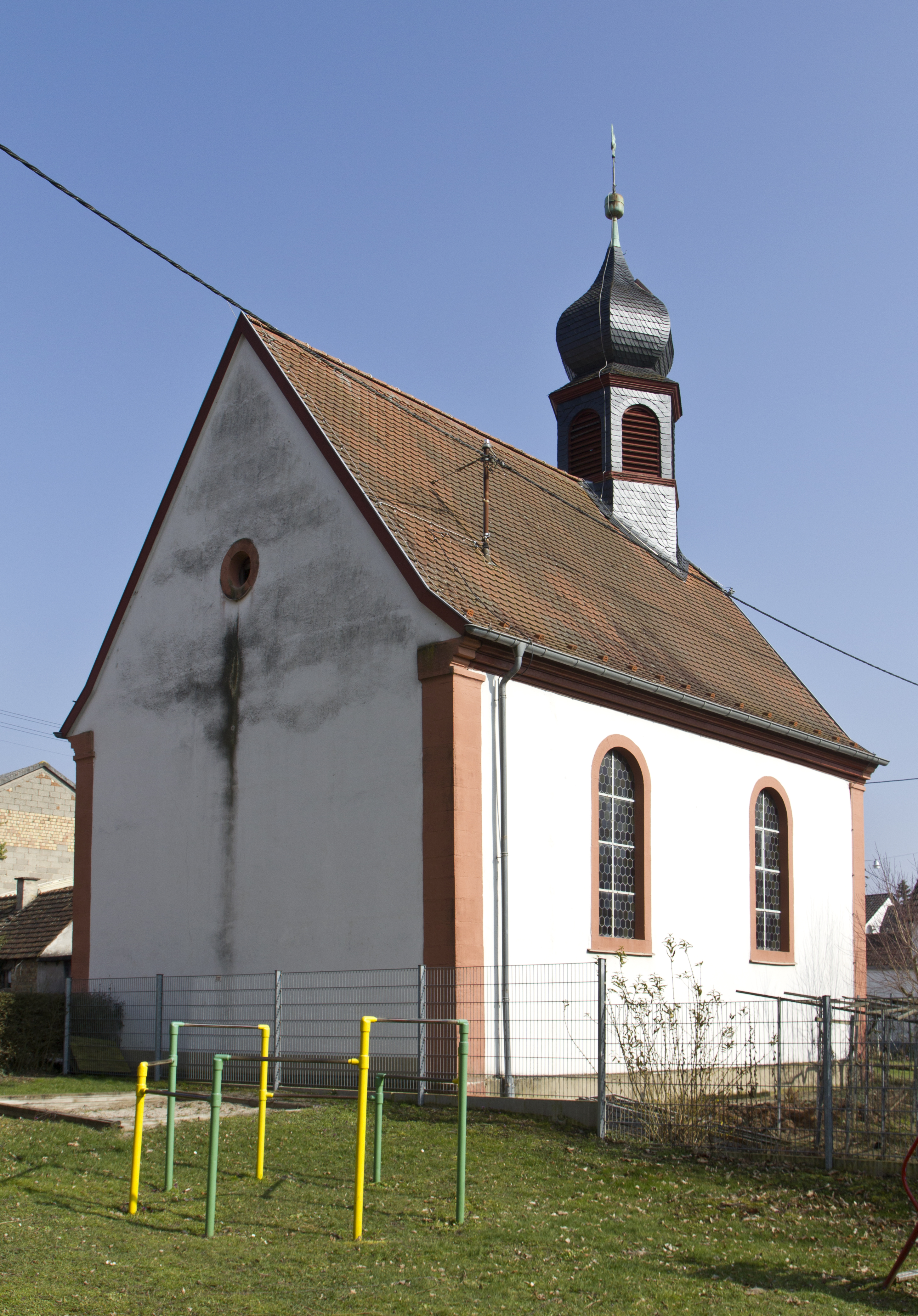
Evangelische Kirche

Ende des Jahres 2013 waren 50,0 Prozent der Einwohner katholisch und 25,8 Prozent evangelisch. Die übrigen gehörten einer anderen Religion an oder waren konfessionslos.

## Politik

### Gemeinderat
Der Gemeinderat in Niederotterbach besteht aus acht Ratsmitgliedern, die bei der Kommunalwahl am 9. Juni 2024 in einer Mehrheitswahl gewählt wurden, und dem ehrenamtlichen Ortsbürgermeister als Vorsitzendem.

### Bürgermeister
Martin Schwöbel wurde am 8. Juli 2024 Ortsbürgermeister von Niederotterbach. Da bei der Direktwahl am 9. Juni 2024 kein Wahlvorschlag eingereicht wurde, oblag die Neuwahl des Bürgermeisters gemäß rheinland-pfälzischer Gemeindeordnung dem Rat, der sich auf seiner konstituierenden Sitzung für Martin Schwöbel entschied.
Sein Vorgänger und Vater Rudolf (Rudi) Schwöbel hatte das Amt seit 2009 ausgeübt und kandidierte bei der Wahl 2024 nicht erneut als Ortsbürgermeister.

### Wappen
| Wappen von Niederotterbach | Blasonierung: „Geteilt und oben gespalten, oben rechts in Schwarz ein rotbewehrter, -bezungter und -bekrönter Löwe, oben links von Silber und Blau gerautet, unten in Silber über silbernem Wasser auf grünem Boden ein roter Fischotter, einen blauen Fisch im Maul haltend.“               |
| Wappen von Niederotterbach | Wappenbegründung: Es wurde 1952 vom Mainzer Innenministerium genehmigt und geht zurück auf ein Gerichtssiegel aus dem Jahr 1599. Der Pfälzer Löwe und die Wittelsbacher Rauten erinnern an die ehemalige Zugehörigkeit zu Pfalz-Zweibrücken und der Otter symbolisiert redend den Ortsnamen. |

### Partnerschaften
Mit dem elsässischen Littenheim wird seit 1991 eine Partnerschaft gepflegt. Aus diesem Grund wurde die 2002 gebaute neue Straße „Littenheimer Ring“ getauft.

## Verkehr
Niederotterbach liegt im Bereich des Verkehrsverbundes Rhein-Neckar. Im Ort halten wochentags die Südwestbus-Linien 527 und 544, die Verbindungen nach Schweighofen sowie zu den Bahnhöfen Bad Bergzabern und Kandel bieten. Die nächstgelegene Bahnstation ist Steinfeld (Pfalz) an der Pfälzischen Maximiliansbahn Neustadt an der Weinstraße–Winden (Pfalz)–Wissembourg, etwa 2 km südlich gelegen.

## Wirtschaft
Im Ort wird Weinbau betrieben. Hier befindet sich die Einzellage Eselsbuckel (107,9 ha) als Teil der Großlage Guttenberg im Weinanbaugebiet Pfalz.

## Siehe auch

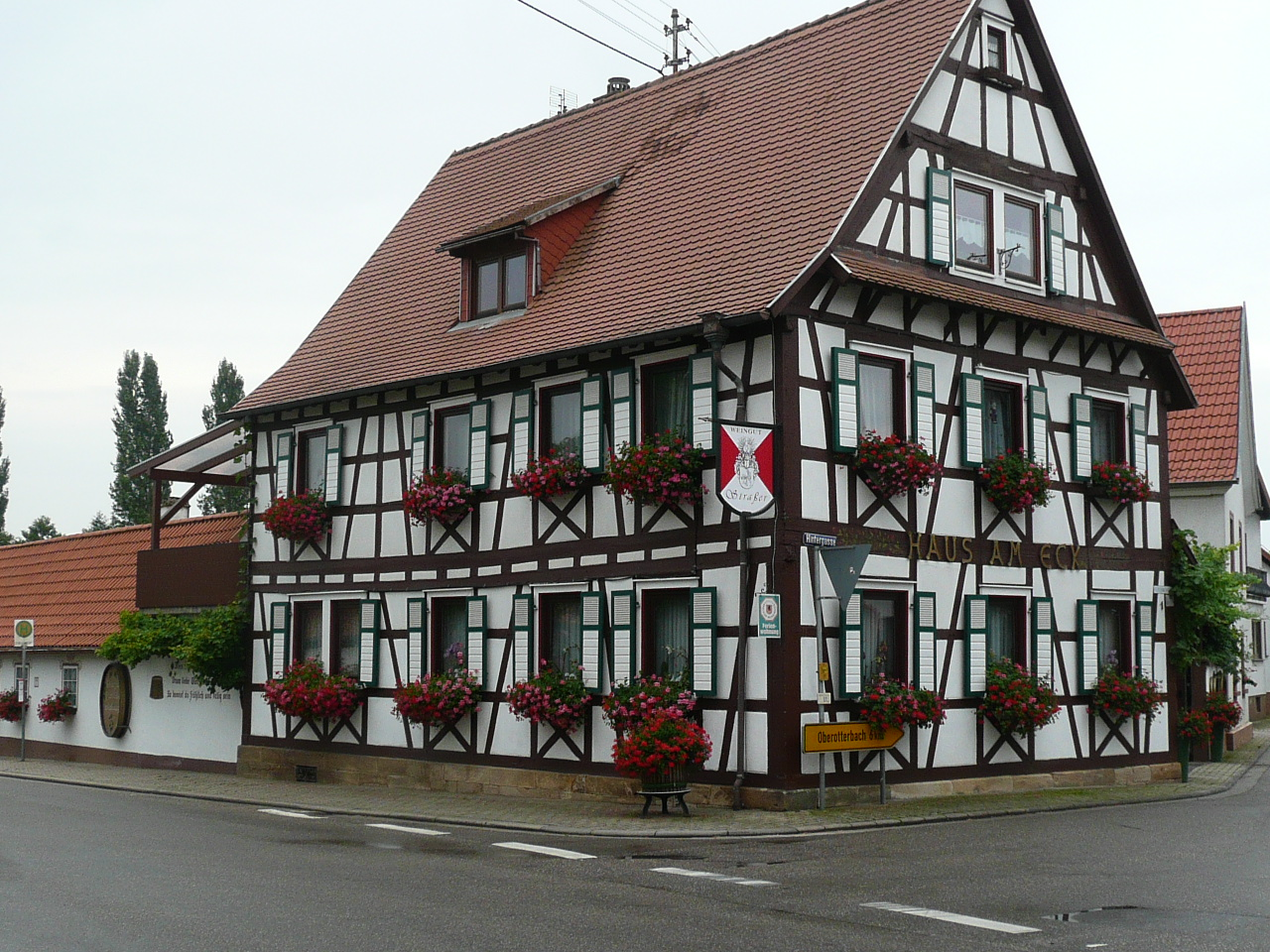
Haus am Eck